# Rubus austroslovacus
Rubus austroslovacus är en rosväxtart som beskrevs av Trávn.. Rubus austroslovacus ingår i släktet rubusar, och familjen rosväxter. Inga underarter finns listade i Catalogue of Life.